# Athanasios Ntinas
Athanasios Ntinas (in greco Αθανάσιος Ντίνας?; Komotini, 12 novembre 1989) è un ex calciatore greco, di ruolo centrocampista.

## Caratteristiche tecniche
È un trequartista che può essere impiegato come ala.

## Carriera

### Club
Ha giocato nella prima divisione greca.

### Nazionale
Ha giocato nelle nazionali giovanili greche Under-17 ed Under-18.

## Palmarès

### Club

#### Competizioni nazionali
- Coppa di Grecia: 1

Panathīnaïkos: 2013-2014